# Caccia alla vedova
Caccia alla vedova (italià: Caça a la vídua) és una pel·lícula italiana dirigida per Giorgio Ferrara i estrenada el 1991. El guió està basat en la peça de teatre La vídua desitjada (La vedova scaltra) de Carlo Goldoni

## Argument
Durant l'hivern de 1768 a Venècia, Rosanna hereta una fortuna del seu marit. Per als inquisidors de la República de Venècia, aquesta fortuna ha de romandre veneciana.

## Repartiment
- Isabella Rossellini : Rosanna
- Tom Conti : Conte Angelo di Bosconero
- James Wilby : Milord Runbiff
- Michel Duchaussoy : Marquès de Belleau
- Alexandre Abdoulov : el príncep Badritzky
- Zouc : Antonietta